# پانینو (استان آمور)
پانینو (به لاتین: Panino) یک منطقهٔ مسکونی در روسیه است که در استان آمور واقع شده‌است.